# Cixius cambrica
Cixius cambrica är en insektsart som beskrevs av William Edward China 1935. Cixius cambrica ingår i släktet Cixius och familjen kilstritar. Inga underarter finns listade i Catalogue of Life.